# Molnár István (néprajzkutató)
Molnár István (Bordos, 1910. december 17. – Székelykeresztúr, 1997. január 10.) erdélyi magyar pedagógus, etnográfus, muzeológus. Molnár Kálmán apja.

## Életútja
Molnár Kálmán unitárius lelkész és Molnár Julianna házasságából született. Középiskolát Székelykeresztúron végzett (1929), földrajz és történelem mellett néprajzi szakképzést is szerzett az I. Ferdinand Egyetemen (1935). Egykori iskolája, a székelykeresztúri Unitárius Gimnázium tanára lett, elvállalva a történelem-filológiai, ill. a természetrajz-, rajz- és művészettörténeti szertárak anyagának szakszerű gyarapítását. Diákjaival és tanártársaival sikerült megteremtenie az iskolai, majd városi tájmúzeumot (1946). Gunda Bélánál doktorált a Bolyai Tudományegyetemen (1948). A tanügyi reform után az 1955-ig működő tanítóképző tanára és ugyanekkor múzeumőr, a képző megszűnése után függetlenített múzeumigazgató nyugdíjazásáig (1977).
A tájmúzeum révén olyan szellemi műhelyt rangosított, amely jelentősen hozzájárult mind a város, mind vidéke fejlődéséhez. Míg a tájegységben élők hagyományos foglalkozásainak tárgyi hagyatékát gyűjtötte, figyelmét elsősorban a paraszti életformaváltás során szerepüket veszítő foglalkozások eszközanyagának a megmentése kötötte le. Főleg az ipari szerkezetekkel, a kismesterségekkel, egyes háziipari ágakkal, a földművelés, állattenyésztés és gyűjtögető gazdálkodás tárgyi maradványaival foglalkozott. Emellett örömmel járult hozzá a népszokások rögzítéséhez, a népi gyógyászati eljárások tanulmányozásához és különösen a népművészeti kincsek búvárlásához. Gondja volt arra, hogy ráirányítsa az ifjúság figyelmét a népi kultúra jelentőségére, s előszeretettel vett részt a helybeli népművészeti szövetkezet dolgozóinak szakmai képzésében.

## Szakírói munkássága
Első írását a székelyudvarhelyi Székelység közölte (1934). Néprajzi szakdolgozattal 1947-ben az Erdélyi Múzeum hasábjain jelentkezett. Közléseivel, tanulmányaival a Miscellanea Ethnographica, Népismereti Dolgozatok, Aluta, A Székelykeresztúri Múzeum Évkönyve, Acta Hargitensia, Keresztény Magvető, Művelődés, Vörös Zászló, Hargita, Megyei Tükör, Hargita Kalendárium s a budapesti Ethnographia, Néprajzi Közlemények oldalain találkozunk. Szerkesztésében látott napvilágot a székelykeresztúri múzeum negyedszázados tudományos tevékenységének emlékkönyve (1974). Tanulmányai közül kiemelkedik a Görgényi-hegység déli övezetében dívó népi vadfogások ismertetése (Acta Hargitensia, 1980) és a csernátoni köleshántoló malom bemutatása (Aluta, 1980); többször is foglalkozott a húsvéti hajnalozó-öntöző szokással, így a zászlóssal Tordátfalván (Keresztény Magvető, 1988) s az énlakai hajnalozással (Hargita Népe, 1991). Egy tanulmánya Az Alsó-Nyikómente földhasználati rendszerei a XVIII. századtól a kollektivizálásig címmel Budapesten jelent meg a Dunamenti népek hagyományos műveltsége c. gyűjteményben (1991). Az Orbán Balázs-szobor avató ünnepségéről az Unitárius Közlönyben emlékezett meg (1991).
Jelentősek helytörténeti kutatásai, így egy cikksorozata a Művelődésben Székelykeresztúr városszerkezetének kialakulásáról (1978-79). Faluról falura c. helytörténeti sorozatában a Hargita Népe hasábjain Csehétfalva, Tarcsafalva, Székelyszentmihály, Bencéd, Kobátfalva, Tordátfalva, Székelyszentmiklós, Kiskede, Nagykede, Rugonfalva bemutatásával járult hozzá a szülőföld ismeretéhez (1991-92).

## Emlékezete
Halála után, 1997. nyarán az általa létesített székelykeresztúri múzeum Molnár István nevét vette fel.

## Kötetei
- Sóvidéki keresztszemesek. Cusături din Ţinutul Ocnelor (Molnár Kálmán társszerzővel, Csíkszereda 1971);
- Csontkarcolatok, porszaruk rajzai. Modele de incizie pe os (Ovidiu Marcovici román szövegével, Ughy István rajzaival. Csíkszereda 1975).

## Társasági tagság
- A Magyar Néprajzi Társaság tiszteletbeli tagja (Budapest)
- A Magyar Filológiai Társaság tagja (Budapest)
- EME tagja (Kolozsvár)
- Kriza János Néprajzi Társaság tagja (Kolozsvár)

## Díjak, elismerések
- Székelykeresztúr díszpolgára (1995)